# Skok z elastiko
Skok z elastiko (angl. Bungee jumping) je aktivnost, ki vključuje skakanje iz visokih struktur, ko si privezan na veliko gumijasto vrvico. Visoke strukture so pogosto objekti kot npr: stavbe, mostovi ter dvigala. Možno je, da skočite tudi iz premičnega objekta kot je balon ali helikopter, ki letita nad tlemi. Vznemirjenje prihaja pri prostem padu ter pri preobratu. Ko oseba skoči se gumijasta vrvica razteza in ko se raztegne do konca skakalca odbije nazaj in tako niha gor in dol, dokler ne preneha delovati kinetična energija.

## Zgodovina
Prvi moderni skoki z gumico so bili 1. aprila 1979 na 76 m visokem visečem mostu Clinfton v Bristolu. Skočila sta člana Oxford University Dangerous Sports Club David Kirke in Simon Kelling. Skakalca so aretirali kmalu po skoku, kljub temu pa sta nadaljevala s skoki v ZDA iz mostu Golden Gate in mostu Royal Gorge Bridge. Organizirane komercialne skoke z vrvico je začel Novozelandec AJ Hackett, ki je imel svoj prvi skok z mostu Greenhithe Bridge v Aucklandu leta 1986. V naslednjih letih je Hackett izvedel številne skoke iz mostov in drugih objektov (vključno z Eifflovega stolpa). Aprila 2008 je 37 letni Carl Mosca Dionisio skočil zgodovinski skok. Skočil je s 30 m visokega stolpa, pritrjen na vrvico, ki je bila v celoti izdelana iz 18.500 kondomov.

## Beseda "bungee"
Beseda "bungee" izvira iz zahodnjaškega narečja angleškega jezika (angl. West Country), ki pomeni "Karkoli debelo in nezakonito" (angl. "Anything thick and squat"). Za ta pomen besede se uporablja tudi poimenovanje elastični pas in bungee kabel.

## Oprema
Elastična vrv je tovarniško izdelana in spletena v šopa kablov. Ta posebna vrv je sestavljena iz številnih pramenov lateksa, ki jih zapira trden zunanji ovoj. Skakalec si vrv lahko pritrdi samo na gležnju, vendar je nevarnost za poškodbe večja, zato udeleženci uporabljajo jermene za telo, kot podpora za priponko na gležnju. Telesni pasovi običajno izhajajo iz plezalne opreme.

## Najvišji skok
Najvišji skok na svetu je dosegel AJ Hackett avgusta leta 2005 s stolpa Macau Tower. Skočil je z višine 233 metrov. Ker pa ni uporabil elastične vrvi (imel je vpliv na hitrost spuščanja), ga niso označili kot najvišji skok na svetu, saj ni bil natačno gledano bungee skok. Dne 17. decembra 2006 je stolp Macau Tower začel delovati za pravilne bungee skoke z elastično vrvjo in postal komercialno gledano najvišji bungee skok na svetu, kar je zabeleženo v Guinnessovi knjigi rekordov.

## Različice
- Katapult (angl. Catapult): "skakalec" začne na tleh. Skakalec je zavarovan, kabel pa natezen, nato se sprosti in izstreli skakalca v zrak.
- Prožna ponjava (angl. Bungy Trampoline) je sestavljena, kot že samo ime pove, iz elementov bungee skoka in prožnega skoka. Udeleženec začne na trampolinu. Pas, podoben tistemu pri bungee jumpingu, se pripne okrog pasu uporabnika. Pasu so dodane vrvi, ki vodijo do jeklene konstrukcije. Uporabnik se lahko začne sam odrivati in z vsakim skokom so vrvi bolj natezne in skakalcu omogočajo višji skok, kot bi ga običajno dosegel pri skoku na trampolinu brez vrvi.
- Klančina (angl. Ramp): dve gumijasti vrvici - imenovani "bungees" - sta vezani okoli pasu udeleženca. Ti dve vrvi sta povezani na jeklene kable vzdolž katerih lahko drsijo. Udeleženci se spustijo s kolesi, sanmi ali smučmi pred skokom.
- Skok v visečo mrežo (angl. Suspended Catch Air Device) je podoben skoku z gumico, z razliko, da se udeleženec spusti z višine, vendar v tem primeru se ne uporabi vrv, ampak udeleženec prosto pade v mrežo.

## Varnost in možne poškodbe
Poškodbe skokov z vrvico lahko razdelimo na nezgode ali tragične nesreče zaradi opreme ali poškodbe, ki se pojavijo kljub varnostnim ukrepom. Pri prvi stopnji lahko do poškodbe pride, če se pretrga varnostni pas, če je dolžina vrvi napačno izračunana ali če vrv ni pravilno pritrjena na skakalno ploščad.
Poškodbe, ki nastanejo kljub varnostnim ukrepom, se na splošno nanašajo na nenaden porast intravaskularnega tlaka v zgornjem delu telesa med skokom z gumico. Najbolj pogost zaplet je poškodba vida. Okvara vida (krvavitev mrežnice) je lahko prehodna ali pa traja tudi več tednov, da se popravi. V nekem primeru 26 letne ženske je vid še vedno oslabljen po 7 mesecih. Pri skoku si lahko udeleženec poškoduje vrat, na primer, če se mu okoli vratu zaplete vrv (lahko pride do zloma vratu). Pri skoku lahko pride tudi do možganske kapi. Vse te poškodbe so se že zgodile pri vitalnih in zdravih ljudeh, pri njihovih dvajsetih in tridesetih letih. Pri bungee skoku je bilo tudi dokazano, da povečuje stres in zmanjša delovanje imunskega sistema.